# あさのまさひこ
あさの まさひこ（本名：朝野 正彦、1965年7月31日 - ）は、模型文化ライター/フリーライター/フリーエディター/プロデューサー/プランナー。御茶の水美術専門学校卒業。模型雑誌や模型イベントのプロデュースも行う。千葉県佐倉市出身。真鍋公彦の筆名で女性アイドルを描くイラストレーターとしても活躍した。

## 略歴
1980年頃より、アニメファンとしてアニメ誌の投稿欄で活躍。主にファンロードにおいてフィギュアを中心とした立体作品を発表し、その後、秋山徹郎が結成したフィギュア造型集団「O.F.F.」（オリジナル・フィギュア・ファクトリー、略称オフ）に参加。また、O.F.F.のメンバーが作ったフィギュアの作例と製作方法の解説、素材の紹介をメインとした同人誌『O.F.F.ワークブック』を発行する。バンダイからラムちゃんのインジェクションキット、ツクダホビーからジャンボフィギュアが発売されフィギュアモデルが模型誌に登場し始めると、O.F.F.のメンバーがライターとして『モデルグラフィックス』等、模型誌に登場することになる。
1987年にモデルグラフィックス編集部に就職。翌年退職してフリーランスのライター・編集者となる。同誌上にて『機動戦士ガンダム』を模型・考察面から再構築する連載企画『ガンダム・センチネル』を主導した。さらに1991年 - 1993年には契約社員の立場で同誌2代目編集長を務めた。ゼネラルプロダクツ（現・ガイナックス）主催の頃からワンダーフェスティバルに参加しており、現在はそのオフィシャルブランドである「ワンダーショーケース」のプロデュースを務めている。
自画像はその自称である「まにあ」の由来となった、「あの字のビスケット」の頭部で描かれている。
なお、『あにゃまる探偵 キルミンずぅ』のEDとして採用されたNeko Jumpの『Chuai mad noi』日本語版『朝イチ大パニック！』の日本語版作詞者として同作深夜再放送版『 ～＋（プラス）』第14話のEDよりクレジットされている。

## 著書
- 「海洋堂クロニクル」 ISBN 4872336917
- 「海洋堂マニアックス」 ISBN 4812430143
- 「’80sリアルロボットプラスチックモデル回顧録」

## 模型誌作例
全てモデルグラフィックス誌掲載
- 1985年4月号 (Vol.6)　1/7(フルスクラッチ)　『魔法の天使クリィミーマミ 永遠のワンスモア』版・森沢優
- 1988年1月号 (Vol.39)　1/7.65(OFF)　Tomomi Dreaming
- 1988年9月号 (Vol.47)　1/7.76(OFF)　the few of fears，SHIGEMI